# Sociedade Nazonalista Pondal
La Sociedade Nazonalista Pondal (SNP) va ser una associació independentista gallega establerta a Buenos Aires (Argentina). En 1927 la Irmandade Nazonalista Galega de Buenos Aires es va convertir en l'associació cultural Sociedade d'Art Pondal, que de seguida va adoptar el nou nom de Sociedade Nazonalista Pondal. El seu òrgan d'expressió, A Fouce, es va publicar fins a juliol de 1936. La Sociedade Nazonalista Pondal va ser l'única de les primeres associacions importants que va advocar per la independència de Galícia, i fins i tot va tractar de promoure un partit independentista a Galícia, sense gaire èxit. En 1938 s'autodissolgué per a afavorir la unitat del galleguisme mentre Galícia romangués sota un règim ditatorial, i la majoria dels seus membres es van integrar en el grup del Partit Galleguista de Buenos Aires. L'SNP va contar en els seus anys d'existència amb al voltant de 100 socis.